# QUnit
QUnit은 자바스크립트 유닛 테스트 프레임워크이다. 원래 JQuery, jQuery UI, jQuery Mobile을 테스트하기 위해 개발되었으며 모든 자바스크립트 코드를 테스트하기 위한 제네릭 프레임워크이다. 웹 브라우저의 클라이언트 사이드 환경과 서버사이드(예: Node.js)를 지원한다.
QUnit의 표명(assertion) 메서드는 CommonJS 유닛 테스트 사양을 준수하며 스스로 QUnit에 의해 어느 정도 영향을 받았다.

## 역사
QUnit은 존 레식이 jQuery의 일부로서 처음 개발한 것이다. 2008년, jQuery 유닛 테스트 소스 코드로부터 추출되어 자체 프로젝트로 형성되었으며 이후 QUnit으로 알려지게 되었다. 자신만의 유닛 테스트를 작성하기 위해 사용할 수 있다. QUnit의 초기 버전은 DOM과의 상호작용을 위해 jQuery를 사용하였으나, 2009년 재작성되어 QUnit은 온전히 독립적인 프로젝트가 되었다.

## 사용 및 예제
- QUnit.module(string) - 하나 이상의 테스트의 묶음인 모듈을 정의한다.
- QUnit.test(string, function) - 테스트를 정의한다.

QUnit은 표명(assertion) 메서드 집합을 사용하여 유닛 테스트에 시맨틱 의미를 제공한다:
- assert.ok(boolean, string) - 지정된 값을 불리언 참(true)으로 형 변환하도록 표명(assert).
- assert.equal(value1, value2, message) - double-equal operator를 사용하여 2개의 값을 비교한다.
- assert.deepEqual(value1, value2, message) - 아이덴티티가 아닌 내용에 기반하여 2개의 값을 비교한다.
- assert.strictEqual(value1, value2, message) - triple-equal operator를 사용하여 2개의 값을 엄밀히(strictly) 비교한다.

기본 예는 다음과 같다:
```
QUnit
.
test
(
'a basic test example'
,
 
function
 
(
assert
)
 
{

  
var
 
obj
 
=
 
{};

  
assert
.
ok
(
true
,
 
'Boolean true'
);
       
// passes

  
assert
.
ok
(
1
,
 
'Number one'
);
            
// passes

  
assert
.
ok
(
false
,
 
'Boolean false'
);
     
// fails

  
obj
.
start
 
=
 
'Hello'
;

  
obj
.
end
 
=
 
'Ciao'
;

  
assert
.
equal
(
obj
.
start
,
 
'Hello'
,
 
'Opening greet'
);
 
// passes

  
assert
.
equal
(
obj
.
end
,
 
'Goodbye'
,
 
'Closing greet'
);
 
// fails

});

```

## 같이 보기
- 자바스크립트 프레임워크
- 자바스크립트 라이브러리